# Yobai
 (夜這い Yobai?) 'gatear en la noche' fue una antigua costumbre japonesa que generalmente practicaban hombres y mujeres jóvenes solteros. Fue común por todo Japón, se practicó en las áreas rurales hasta la época Meiji e incluso en ciertas zonas apartadas hasta principios del siglo XX.

## Descripción
Por la noche, jóvenes varones solteros se introducían silenciosamente en casas con jóvenes mujeres solteras. El hombre se arrastraba sigiloso hasta la habitación de una joven y le daba a entender sus intenciones. Si la mujer consentía, dormirían juntos. Por la mañana la dejaba. La familia de la chica podría saberlo, pero fingía que no. Era común para los jóvenes del campo encontrar una esposa o marido así.
Según el etnólogo Akamatsu Keisuke, la práctica variaba de lugar en lugar. En algunas zonas cualquier muchacha tras entrar en la pubertad, casada o soltera, podría ser visitada por cualquier joven pasada la pubertad, casado o soltero, del pueblo e incluso por hombres de otros pueblos y viajeros. En otros sitios, solo mujeres casadas y viudas podrían ser visitadas, mientras las chicas solteras no podrían. Y había variaciones; por ejemplo, en el yobai de "tipo cerrado" la costumbre era que solo varones jóvenes de la misma aldea tenían derecho de visita.